# マージョリー・ジャクソン
マージョリー・ジャクソン＝ネルソン（Marjorie Jackson-Nelson、AC、CVO、MBE、1931年9月13日 - ）は、オーストラリア・ニューサウスウェールズ州出身のオリンピック陸上競技選手。後に南オーストラリア州総督になった人である。
1952年ヘルシンキオリンピックの陸上競技女子100メートルと200メートルで金メダルを獲得した。引退後の2001年から2007年まで南オーストラリア州総督を務めた。